# أورينج (استديو)
استوديو أورينج (باليابانية: 有限会社オレンジ، بالروماجي: Yūgen-gaisha Orenji) هو استوديو رسوم متحركة ياباني، تأسس 1 مايو عام 2004، ويقع مقره في موساشينو، الاستوديو يتخصص في إنتاج الرسوم المتحركة بتقنية 3DCG.

## أعمال الاستوديو

### مسلسلات أنمي تلفزيونية
- بلاك بوليت (2014 بالتعاون كينيما سيتروس)[3]
- أكتيف رايد: الفريق الثامن من قسم الإقتحام المتنقل (2016 بالتعاون برودكشن آي إم إس)[4]
- بيستارز (2019- )

## وصلات خارجية
- الموقع الرسمي